# Hejkal (památný strom)
Hejkal je památný strom, který rostl na katastrálním území obce Medový Újezd v okrese Rokycany v Plzeňském kraji. Dvěstěletý buk lesní (Fagus sylvatica) dožívá na samotě Melmatěj mezi Strašicemi a Dobřívem, na příkrém svahu nad Klabavou pod turistickým rozcestím Vimberk v nadmořské výšce 450 m. Asi v roce 2003 nevydržel kmen napadený dřevokaznou houbou nápor při vichřici a odlomil se s celou korunou. Na jaře 2005 zbývalo z buku torzo vysoké 3 m s jedinou živou větví, která se v roce 2009 odlomila. Obvod jeho kmene měří 428 cm a koruna v roce 1998 dosahovala do výšky 32 m. Buk je chráněn od roku 1985 pro svůj vzrůst.

## Stromy v okolí
- Farská lípa